# Kiss József (tanfelügyelő)
Bátorkeszi Kiss József (Nyírbakta, 1831. október 27. – Debrecen, 1891. december 23.) királyi tanfelügyelő.

## Élete
Iskoláit Sárospatakon végezte; külföldi egyetemeken is tanult, régi szokás szerint rektorként is dolgozott. A közpályán 38 évig működött. Előbb a sárospataki tanítóképző tanára volt, 1869-től igazgatója. A közoktatási minisztérium többször élt tanácsával. Báró Eötvös Józsefnek igen kedves embere volt. 1872-ben kinevezték a Hajdú-kerület és Hajdú megye tanfelügyelőjévé. 1876-ig segítette fejleszteni a két vármegye népiskoláit; októberben Debrecen és Hajdú megye tanfelügyelőségét vette át. Működése során az iskolák, tanítók száma, a tanügyi büdzsé megkétszereződött Debrecenben és Hajdú megyében 20 év alatt.
Cikkeket írt a Sárospataki füzetekbe (1864-65. Az állattan irodalmának története), a Néptanítók Lapjába (1885-86.)

## Munkái
- Tanfelügyelői jelentés Debreczen sz. kir. város 1878-79. iskolai évi népoktatási állapotáról. Debreczen, 1879. Hat táblával. (Ism. Prot Egyh. és Isk. Lap.)
- Tanfelügyelői jelentés Hajdumegye és Debreczen sz. kir. város 1883-84. évi népoktatási állapotáról. Uo. 1885. (Ism. Néptanítók Lapja 32. sz.)